# Bellegarde-Sainte-Marie
 Bellegarde-Sainte-Marie  es una población y comuna francesa, en la región de Mediodía-Pirineos, departamento de Alto Garona, en el distrito de Toulouse y cantón de Cadours.

## Demografía
| 186 | 140 | 158 | 145 | 162 | 176 |
| Para los censos de 1962 a 1999 la población legal corresponde a la población sin duplicidades (Fuente: INSEE [Consultar]) |     |     |     |     |     |